# ICAM-3
Das Interzelluläre Adhäsionsmolekül 3 (engl. Intercellular adhesion molecule 3; ICAM-3, CD50) ist ein Oberflächenprotein aus der Gruppe der Zelladhäsionsmoleküle.

## Eigenschaften
ICAM-3 wird von Leukozyten gebildet. Es bindet an LFA-1 (Komplex aus Integrin alpha-L und Integrin beta-2) und an den Komplex aus Integrin alpha-D und Integrin beta-2. Die Bindung von ICAM-3 an Integrin alpha-D und Integrin beta-2 ist an der Phagozytose von apoptotischen Neutrophilen durch Makrophagen beteiligt. ICAM-3 ist glykosyliert und phosphoryliert.